# NGC 1827
NGC 1827 (другие обозначения — ESO 362-6, MCG -6-12-8, AM 0508-370, IRAS05083-3701, PGC 16849) — спиральная галактика с перемычкой (SBc) в созвездии Голубя. Открыта Джоном Гершелем в 1837 году. Описание Дрейера: «очень тусклый, сильно вытянутый объект в форме луча, содержит звезду 11-й величины». В галактике наблюдается и тонкий, и толстый диск.
Этот объект входит в число перечисленных в оригинальной редакции «Нового общего каталога».